# 北麻漾
北麻漾是一个位于中国江苏省吴江市的淡水湖，面积约为10.57平方千米，属于长江区。它的一级流域为长江流域，二级流域为长江干流水系。